# Fresenbergstraße

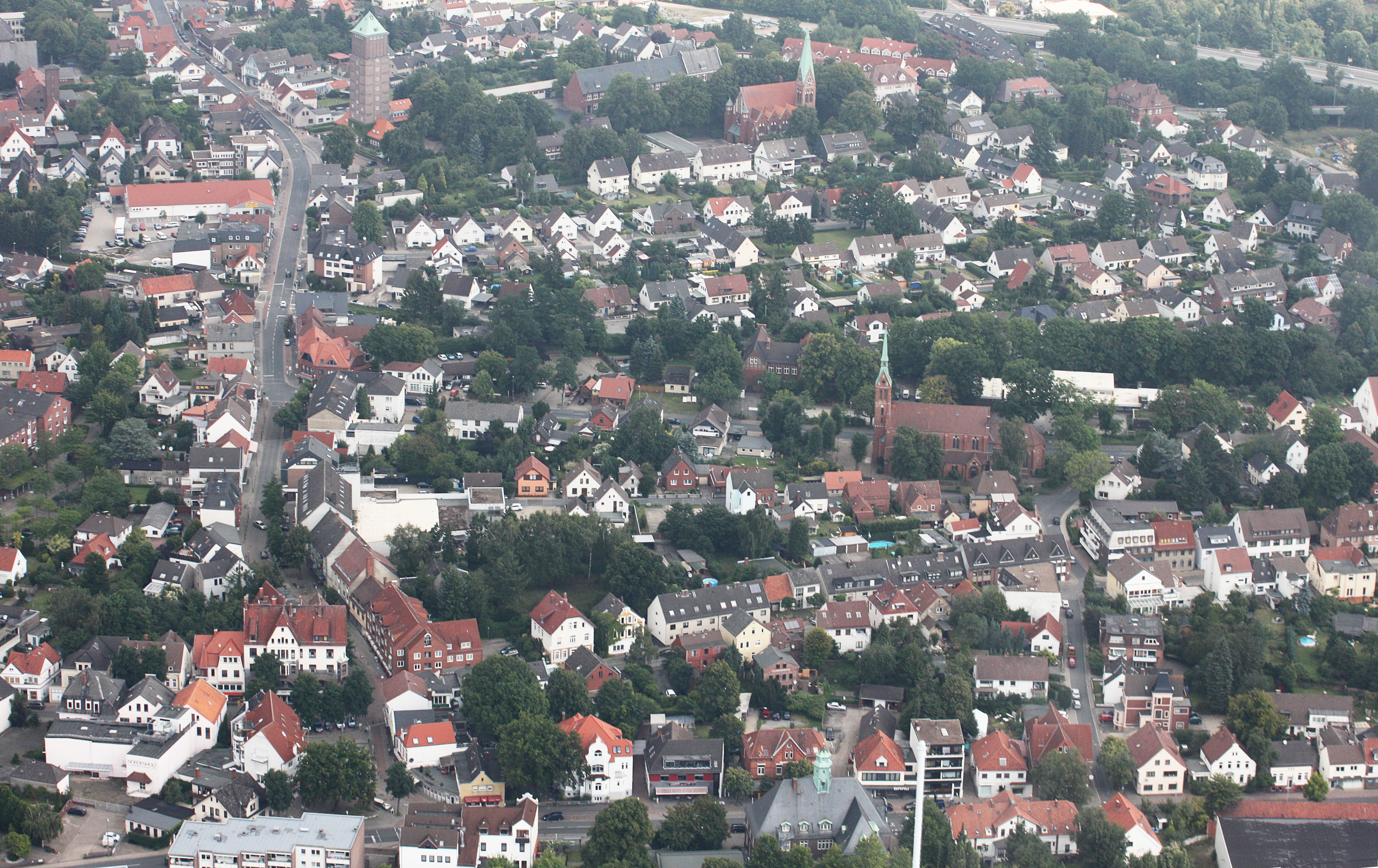
Unten: Fresenbergstraße mit St.-Marien-Kirche;
Links in Süd-Nord-Richtung die Mühlenstraße mit Wasserturm Blumenthal (oben)

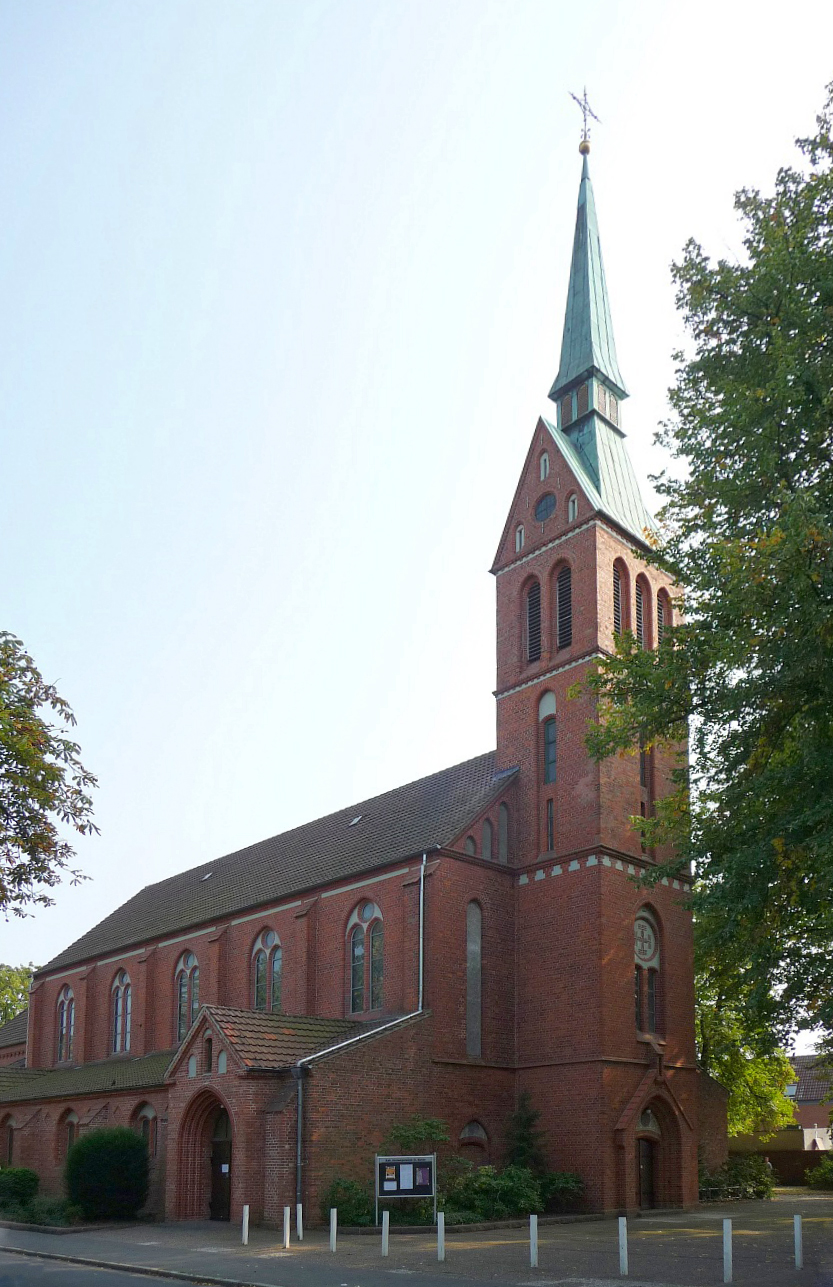
Nr. 25: Kath. Kirche St. Marien

Die Fresenbergstraße in Bremen, Stadtteil Blumenthal, führt in West-Ost-Richtung von der Landrat-Christians-Straße / Jenny-Ries-Platz und Lüssumer Straße bis zur Rönnebecker Straße.
Die Querstraßen und Anschlussstraßen wurden benannt u. a. als Landrat-Christians-Straße 1952 nach dem Pädagogen und Landrat Ludwig Christians (1875–1940); Jenny-Ries-Platz 2017 nach der ermordeten jüdischen Kauffrau (1867–1942); Lüssumer Straße nach der bis 1907 selbstständigen Gemeinde Lüssum; Kaffeestraße als Erinnerung an den Kaffeeschmuggel vom bremischen Zollfreigebiet Vegesack zum preußischen Blumenthal; unbenannter Weg; Mühlenstraße nach einer Mühle von 1762; George-Albrecht-Straße nach dem Chef der Firma Johann Lange und Mitgründer der Bremer Wollkämmerei, George Alexander Albrecht (1834–1898); Flethestraße nach dem 1862 eingemeindeten Ortsteil Flethe; Hootjeweg nach dem niederdeutschen Wort für Hut für die bekannten ansässigen Hutmacher; Schifferweg nach den Seeleuten; Kleine Straße nach ihrer geringen Länge; Besanstraße nach dem hinteren Mast eines Segelschiffes; Bahrsweg nach der Familie Bahrs; unbenannter Weg; Jollenstraße nach den dort gebauten Schwertbooten; Rönnebecker Straße nach dem Ortsteil (Ronnebeeke für Siedlung an der Bachrinne).

## Geschichte

### Name
Die Straße wurde benannt nach einer Friesenfamilie, die dort wohnte. Die Friesen sind eine Bevölkerungsgruppe, die als nationale Minderheit an der Nordseeküste in den Niederlanden und Deutschland lebt.

### Entwicklung
Blumenthal gehörte bis 1939 zur preußischen Provinz Hannover und danach zu Bremen. Ab 1890 hatte das Gebiet durch den Betrieb der nahen Bremer Wollkämmerei einen erheblichen Bevölkerungszuwachs. Die katholische Kirche St. Marien bestand als Chor bereits 1859; 1892 und 1913 wurden die Kirchenschiffe gebaut. In den 1900er Jahren entstand die Volksschule. In dem bis dahin ländlich geprägten Gebiet wurden viele Wohnhäuser an der Erschließungsstraße gebaut.

### Verkehr
Im Nahverkehr in Bremen durchfahren die Buslinien 95 (Gröpelingen ↔ Bockhorn) und 96 (Ringverkehr Blumenthal) und es tangieren die Buslinien 90 und 90E (Gröpelingen ↔ Neuenkirchen) sowie 91, 92 (Gröpelingen ↔ Rönnebeck) und 94 (Marßel ↔ Bf Burg ↔ Schwanewede-Nord) die Straße.

## Gebäude und Anlagen
An der Straße stehen zumeist ein- und zweigeschossige Wohnhäuser:
- Nr. 9: 1- bis 3-gesch. Gebäude des Schulzentrums Blumenthal, Standort Lüder-Clüver-Straße 10 (LüClü), hier als Berufsfachschule für Sozialpädagogische Assistenz, Fachschule für Sozialpädagogik – Erzieherausbildung und Fachoberschule für Gesundheit und Soziales
- Nr. 24/26: 2-gesch. Schulgebäude der Fresenbergschule von 1901/1910 mit zwei Flügeln und mittigem Giebelrisalit, 1954 Ergänzungsbau; bis 2008 Grundschule, seit 2010 Freie Waldorfschule Bremen-Nord
  - Gegenüber lag seit 1860 bis 1911 der nicht erhaltene schmale Friedhof mit zentraler Kapelle
- Nr. 20/24: 2-gesch. Gebäude der katholischen Kirchengemeinde mit Pfarrbüro
- Nr. 25: Neogotische verklinkerte katholische Kirche St. Marien: Chor von 1859, Mittelschiff von 1892, Seitenschiffe und Sakristei von 1913
- Zwischen 34/36: Parkplatz
- Nr. 42: 1-gesch. Geschäftshaus einer Konditorei
- Mühlenstraße 30: 2-gesch. Eckgebäude der Volksbank Bremen-Nord
- Nr. 103: 1-gesch. Fachwerkhaus
- Nr. 129: 1-gesch. Ferienhaus mit reetgedeckten Krüppelwalmdach

Kunstobjekte, Gedenktafeln
- Stolpersteine für die Opfer des Nationalsozialismus gemäß der Liste der Stolpersteine in Bremen:
  - Nr. 79 für Widerstandskämpfer Hans Neumann (1908–1944)